# Semaeopus erastus
Semaeopus erastus är en fjärilsart som beskrevs av William Schaus 1912. Semaeopus erastus ingår i släktet Semaeopus och familjen mätare. Inga underarter finns listade i Catalogue of Life.